# Midamiella hecabe
Midamiella hecabe är en skalbaggsart som först beskrevs av Dillon 1945.  Midamiella hecabe ingår i släktet Midamiella och familjen långhorningar.
Artens utbredningsområde är Paraguay. Inga underarter finns listade i Catalogue of Life.